# Метод факторизації Ферма

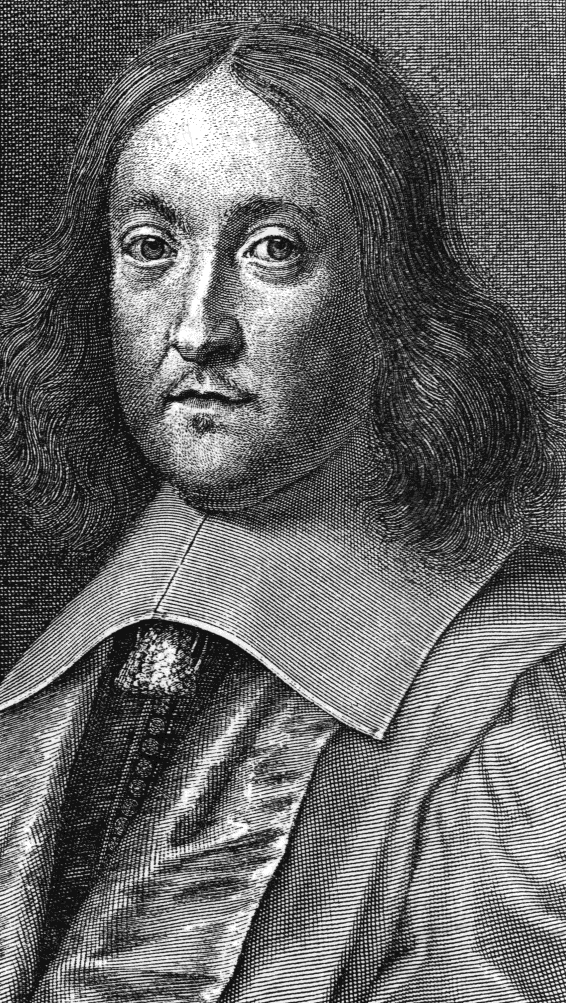
П'єр Ферма

Метод факторизації Ферма — алгоритм факторизації (розклад на множники) непарного цілого числа n, представлений П'єром Ферма (1601—1665) у 1643 році.
Метод заснований на пошуку таких цілих чисел {\displaystyle x} і {\displaystyle y}, які задовольняють відношення {\displaystyle x^{2}-y^{2}=n}, що веде до розкладу {\displaystyle n=(x-y)\cdot (x+y)}.

## Історія
На початку XVII століття у Франції математичні ідеї почали активно поширюватися між вченими за допомогою листування. В 1638 році до кола вчених, які листувалися приєднався П'єр Ферма. Листування було зручним способом спілкування, так як Ферма жив в Тулузі, а багато його знайомих вчених жили в Парижі.
Одним таким вченим був Марен Мерсенн, який займався розповсюдженням листів, пересиланням і зв'язком багатьох вчених між собою. 26 грудня 1638 року в листі Мерсенну Ферма згадав, що знайшов метод, за допомогою якого можна знаходити подільники позитивних чисел, але будь-які подробиці і опис методу він опустив. На той момент Мерсенн також вів листування з французьким математиком Бернаром Френіклєм де Бессі, який займався, як і Ферма, теорією чисел, зокрема, дільниками натуральних чисел і досконалими числами. На початку 1640 року, дізнавшись про те, що Ферма отримав метод знаходження дільників, Френікль написав Мерсенну, і той переслав листа Ферма.
Мерсенн довгий час був сполучною ланкою між двома математиками в їх листуванні. Саме в листах Френіклю Ферма зміг довести коректність методу факторизації, а також вперше сформулювати й обґрунтувати основні положення теореми, яка пізніше була названа Малою теоремою Ферма.

## Обґрунтування
Метод Ферма заснований на  теоремі про подання числа у вигляді різниці двох квадратів :
| Якщо {\displaystyle n>1} непарне, то існує взаємно однозначна відповідність між розкладанням на множники {\displaystyle n=a\cdot b} і поданням у вигляді різниці квадратів {\displaystyle n=x^{2}-y^{2}} з {\displaystyle x>y>0}, що задається формулами {\displaystyle x={\tfrac {a+b}{2}},} {\displaystyle y={\tfrac {a-b}{2}},} {\displaystyle a=x+y,} {\displaystyle b=x-y.} |

## Опис алгоритму
Для розкладання на множники непарного числа {\displaystyle n} шукається пара чисел {\displaystyle (x,y)} таких, що {\displaystyle x^{2}-y^{2}=n}, або {\displaystyle (x-y)\cdot (x+y)=n}. При цьому числа {\displaystyle (x+y)} і {\displaystyle (x-y)} є множниками {\displaystyle n}, можливо, тривіальними (тобто одне з них дорівнює 1, а інше — {\displaystyle n}.)
У нетривіальною випадку, рівність {\displaystyle x^{2}-y^{2}=n} рівносильно {\displaystyle x^{2}-n=y^{2}}, тобто того, що {\displaystyle x^{2}-n} є квадратом.
Пошук квадрата такого виду починається з {\displaystyle x=\left\lceil {\sqrt {n}}\right\rceil } — найменшого числа, при якому різниця {\displaystyle x^{2}-n} невід'ємна.
Для кожного значення {\displaystyle k\in \mathbb {N} ,} починаючи з {\displaystyle k=1}, обчислюють {\displaystyle (\left\lceil {\sqrt {n}}\right\rceil +k)^{2}-n} і перевіряють, чи не є це число точним квадратом. Якщо не є, то {\displaystyle k} збільшують на одиницю і переходять на наступну ітерацію.
Якщо {\displaystyle (\left\lceil {\sqrt {n}}\right\rceil +k)^{2}-n} є точним квадратом, тобто {\displaystyle x^{2}-n=(\left\lceil {\sqrt {n}}\right\rceil +k)^{2}-n=y^{2},} то отримано розкладання:
{\displaystyle n=x^{2}-y^{2}=(x+y)(x-y)=a\cdot b,} в якому {\displaystyle x=(\left\lceil {\sqrt {n}}\right\rceil +k)}
Якщо воно є тривіальним і єдиним, то {\displaystyle n} — просте.
На практиці значення виразу на {\displaystyle (k+1)}-ому кроці вираховується з врахуванням значення на {\displaystyle k}-ому кроці:
{\displaystyle \left(s+1\right)^{2}-n=s^{2}+2s+1-n,} де {\displaystyle s=\left\lceil {\sqrt {n}}\right\rceil +k.}

## Приклади

### Приклад із малим числом ітерацій
Візьмемо число {\displaystyle n=10873}. Обчислимо {\displaystyle s=\left\lceil {\sqrt {n}}\right\rceil =105.} Для {\displaystyle k=1,2,...} будемо обчислювати значення функції {\displaystyle s+k}. Для подальшої простоти побудуємо таблицю, яка буде містити значення {\displaystyle y=(s+k)^{2}-n} і {\displaystyle {\sqrt {y}}} на кожному кроці ітерації. отримаємо:
| {\displaystyle k} | {\displaystyle y} | {\displaystyle {\sqrt {y}}} |
| ----------------- | ----------------- | --------------------------- |
| 1                 | 363               | 19,052                      |
| 2                 | 576               | 24                          |

Як видно з таблиці, вже на другому кроці ітерації отримано ціле значення {\displaystyle {\sqrt {y}}}.
Таким чином має місце рівність: {\displaystyle (105+2)^{2}-n=24^{2}}. Звідки випливає, що {\displaystyle n=107^{2}-24^{2}=131\cdot 83=10873.}

### Приклад із більшою кількістю ітерацій
Нехай {\displaystyle n=89755.} Тоді {\displaystyle {\sqrt {n}}\approx 299,591} або {\displaystyle s=\left\lceil {\sqrt {n}}\right\rceil =300.}
| {\displaystyle k} | {\displaystyle y} | {\displaystyle {\sqrt {y}}} |
| ----------------- | ----------------- | --------------------------- |
| 77                | 52374             | 228,854                     |
| 78                | 53129             | 230,497                     |
| 79                | 53886             | 232,134                     |
| 80                | 54645             | 233,763                     |
| 81                | 55406             | 235,385                     |
| 82                | 56169             | 237                         |

{\displaystyle {\sqrt {y}}=237}
{\displaystyle a=s+k+{\sqrt {y}}=300+82+237=619}
{\displaystyle b=s+k-{\sqrt {y}}=300+82-237=145}
Цей розклад не є остаточним, оскільки число {\displaystyle 145} не є простим: {\displaystyle 145=29\cdot 5.}
У підсумку, остаточний розклад початкового числа {\displaystyle n} на добуток простих множників {\displaystyle 89755=5\cdot 29\cdot 619.}

## Оцінка складності
Найбільша ефективність розрахунку методом факторизації Ферма досягається в разі, коли множники числа {\displaystyle n} приблизно рівні між собою. Це забезпечує відносно короткий пошук послідовності
{\displaystyle s^{2}-n,\ (s+1)^{2}-n,\ (s+2)^{2}-n\ ...\ (s+k)^{2}-n}.
У найгіршому варіанті, коли, наприклад, {\displaystyle a} близько до {\displaystyle n} а {\displaystyle b} близько до 1, алгоритм Ферма працює гірше в порівнянні з методом перебору дільників. Число ітерацій для даного випадку:
{\displaystyle \operatorname {Iter} (n)={\tfrac {a+b}{2}}-\left\lceil {n}^{1/2}\right\rceil \thickapprox {\tfrac {n}{2}}-\left\lceil {n}^{1/2}\right\rceil ,} тобто, очевидно, що воно має порядок {\displaystyle O(n).}
Метод факторизації Ферма буде працювати не гірше методу перебору дільників, якщо {\displaystyle \operatorname {Iter} (n)<{n}^{1/2}}, звідки можна отримати оцінку для більшого дільника {\displaystyle a<4{n}^{1/2}.} Отже, метод Ферма має експоненційну оцінку і, як метод пробного поділу, не підходить для розкладання великих чисел. Можна вдосконалити його, якщо виконати спочатку пробний поділ {\displaystyle n} на числа від 2 до деякої константи B, а потім виконати пошук дільників методом Ферма. Такий похід допомагає позбутися від малих дільників числа {\displaystyle n}.

## Удосконалення

### Відсіювання
При пошуку квадрата  натурального числа в послідовності чисел {\displaystyle v_{i}=a_{i}^{2}-n} не обов'язково обчислювати квадратний корінь із кожного значення цієї послідовності.
Для попереднього відсіювання можна скористатися тим, що квадрат натурального числа  по модулю будь-якого числа має бути квадратичним лишком. 
Наприклад, будь-який квадрат по модулю 5 дорівнює одному з наступних значень: 0, 1, 4. 
Можна попередньо обчислити квадратичні лишки для кількох простих чисел {\displaystyle p_{j}}, і перевіряти чи належить {\displaystyle v_{i}\mod p} до обчисленої множини. Лише коли {\displaystyle v_{i}} є квадратичним лишком за всіма вибраними {\displaystyle p_{j}}, здійснюється обчислення кореня.
Як модуль можна застосовувати й степені простих чисел, зокрема, двійки. 
Наприклад, по модулю 16 усі квадрати рівні 0, 1, 4 або 9.

### Удосконалення шляхом домноження
Метод Ферма добре працює коли у числа {\displaystyle n} є множник, близький до квадратного кореня з {\displaystyle n}.
Якщо ж відомо приблизне співвідношення {\displaystyle d/c} між множниками числа {\displaystyle n}, то можна вибрати раціональне число {\displaystyle u/v}, приблизно рівне цьому співвідношенню. Тоді можна записати таку рівність: {\displaystyle nuv=cv\cdot du}, де множники {\displaystyle cv} і {\displaystyle du} близькі в силу зроблених припущень. Тому застосувавши метод Ферма для розкладання числа {\displaystyle nuv}, їх можна досить швидко знайти. Далі для пошуку {\displaystyle c} і {\displaystyle d} можна застосувати рівності {\displaystyle \gcd(n,cv)=c} і {\displaystyle \gcd(n,du)=d} (у разі, якщо {\displaystyle u} не ділиться на {\displaystyle c} і {\displaystyle v} не ділиться на {\displaystyle d}).
У загальному випадку, коли співвідношення між множниками {\displaystyle n} невідоме, можна перебрати різні співвідношення {\displaystyle u_{i}/v_{i}}, і спробувати розкласти числа {\displaystyle n\cdot u_{i}\cdot v_{i}}. Алгоритм, заснований на цьому методі, запропонував американський математик Шерман Леман в 1974 році. Алгоритм Лемана детерміновано  розкладає на множники задане натуральне число {\displaystyle n} за {\displaystyle O(n^{1/3})} арифметичних операцій, однак у XXI сторіччі становить тільки історичний інтерес і на практиці майже не застосовується.

### Метод Крайчика
Узагальнення методу Ферма запропонував Моріс Крайчик в 1926 році. Замість пар чисел {\displaystyle (x,y),} які задовольняють співвідношенню {\displaystyle x^{2}-y^{2}=n}, Крайчик запропонував шукати пари чисел, що задовольняють більш загальному порівнянню {\displaystyle x^{2}\equiv y^{2}{\pmod {n}}.} Таке порівняння можна знайти, перемноживши кілька порівнянь виду {\displaystyle u_{i}^{2}\equiv v_{i}}, де {\displaystyle v_{i}} — невеликі числа, добуток яких буде квадратом. Для цього можна розглянути пари чисел {\displaystyle (u_{i},v_{i})}, де {\displaystyle u_{i}} — цілий числа трохи більше {\displaystyle {\sqrt {n}}}, а {\displaystyle v_{i}=u_{i}^{2}-n}. Крайчик не запропонував конкретного алгоритму пошуку пар {\displaystyle u,v} та способу їх складання, однак зауважив, що багато з отриманих таким чином чисел {\displaystyle v_{i}} розкладаються на невеликі прості множники, тобто числа {\displaystyle v_{i}} є  гладкими
1. Знайти багато пар {\displaystyle (x,y),}які задовольняють відношення {\displaystyle x\equiv y{\pmod {n}}.}
2. Визначити повний або частковий розклад чисел {\displaystyle x} і {\displaystyle y} на множники для кожної пари {\displaystyle (x,y).}
3. Вибрати пари {\displaystyle (x,y),} результати яких задовольняють відношення {\displaystyle x^{2}\equiv y^{2}{\pmod {n}}.}
4. Розкласти число {\displaystyle n} на множники.

#### Приклад
За допомогою методу Крайчика розкладемо число {\displaystyle n=2041}. Число {\displaystyle 46} є першим, чий квадрат більший за число {\displaystyle n}: {\displaystyle 46^{2}=2116}.
Визначимо функцію {\displaystyle v(u)=u^{2}-n} для всіх {\displaystyle u=46,47,\dots } Ми отримаємо {\displaystyle 75,168,263,360,459,560,\dots }
За методом Ферма, потрібно було б продовжувати розрахунок, доки не буде знайдено квадрат якого-небудь числа. За методом Крайчика потрібно знайти кілька таких {\displaystyle v_{i}}, добуток яких являє собою квадрат. Якщо {\displaystyle \ v(u_{1})v(u_{2})...v(u_{k})=y^{2}} і {\displaystyle u_{1}u_{2}\dots u_{k}=x}, тоді
{\displaystyle x^{2}=u_{1}^{2}u_{2}^{2}...u_{k}^{2}\equiv (u_{1}^{2}-n)\cdot (u_{2}^{2}-n)\cdots (u_{k}^{2}-n)=v(u_{1})\cdot v(u_{2})\cdots v(u_{k})=y^{2}{\pmod {n}}.}
Деякі з отриманих чисел {\displaystyle (u_{k}^{2}-n)} можна легко факторизувати.
Справді: {\displaystyle 75=3\cdot 5^{2},\ 168=2^{3}\cdot 3\cdot 7,\ 360=2^{3}\cdot 3^{2}\cdot 5,\ 560=2^{4}\cdot 5\cdot 7.}
А з отриманого розкладу можна побачити, що добуток цих чотирьох чисел являє собою повний квадрат: {\displaystyle 2^{10}\cdot 3^{4}\cdot 5^{4}\cdot 7^{2}.} Тепер можна обчислити {\displaystyle x,y:}
{\displaystyle x=46\cdot 47\cdot 49\cdot 51\equiv 311{\pmod {2041}},\ y=2^{5}\cdot 3^{2}\cdot 5^{2}\cdot 7\equiv 1416{\pmod {2041}}.}
Оскільки {\displaystyle 311\not \equiv \pm 1416{\pmod {2041}}}, то за алгоритмом Евкліда обчислюємо найбільшого спільного дільника (1416 - 311) та 2041:
{\displaystyle \gcd(1416-311,2041)=13}.
Таким чином, {\displaystyle 2041=13\cdot 157.}
У 1981 році математик Карлтонського університету Джон Діксон опублікував розроблений ним метод факторизації на основі ідеї Крайчика.
Алгоритм Діксона заснований на понятті про факторні бази і є узагальненням алгоритму факторизації Ферма. В алгоритмі замість пар чисел, що задовольняють рівнянню {\displaystyle x^{2}-y^{2}=n} шукають пари чисел, що задовольняють більш загальному порівнянню {\displaystyle x^{2}\equiv y^{2}{\pmod {n}}}. Обчислювальна складність алгоритму
{\displaystyle T=O\left({L\left({n}\right)}^{2}\right),}
де {\displaystyle L\left({n}\right)=\exp {\left({\sqrt {\ln {n}\cdot \ln {\ln {n}}}}\right)}.}

### Подальші вдосконалення
Ідея Крайчика лежить в основі найшвидших відомих методів факторизації великих напівпростих чисел —  методу квадратичного решета і  загального методу решета числового поля. Основна відмінність методу квадратичного решета від методу Ферма полягає в тому, що замість пошуку квадрата в послідовності {\displaystyle a^{2}-n} шукають пари таких чисел, чиї квадрати рівні по модулю {\displaystyle n} (кожна з цих пар може бути розкладанням числа {\displaystyle n}). Потім вже серед знайдених пар чисел шукають ту пару, яка і є розкладанням числа {\displaystyle n}
Розвитком методу факторизації Ферма є метод квадратичних форм Шенкса[джерело?] (також відомий як SQUFOF), ґрунтований на застосуванні квадратичних форм. Для 32-розрядних комп'ютерів алгоритми, які ґрунтуються на цьому методі, є безумовними лідерами серед алгоритмів факторизації для чисел від {\displaystyle 10^{10}} до {\displaystyle 10^{18}}.

## Застосування
Алгоритм факторизації Ферма можна застосувати для криптоаналізу RSA. Якщо випадкові числа {\displaystyle p,q}, добуток яких дорівнює {\displaystyle n}, близькі одне до одного, то їх можна знайти методом факторизації Ферма. Після чого можна знайти секретну експоненту {\displaystyle d}, «зламавши» таким чином RSA

. На час публікації алгоритму RSA (1977 рік) було відомо небагато алгоритмів факторизації, найвідомішим серед яких був метод Ферма.

## Цікаві факти
Відомий англійський економіст і логіст У. С. Джевонс зробив у своїй книзі «Принципи науки» («The Principles of Science», 1874 року таке припущення:

За даними двома числами можна знайти їх добуток простим і надійним способом, але зовсім інша справа, коли для великого числа необхідно знайти його множники. Чи можна сказати, які два числа перемножити, щоб вийшло число 8 616 460 799? Я думаю, що навряд чи хто-небудь окрім мене знає це.

Вказане Джевонсом число може бути розкладено вручну методом Ферма приблизно за 10 хвилин[джерело?]. Справді, {\displaystyle \left\lceil {\sqrt {n}}\right\rceil =92825}. За 55 кроків можна дійти до співвідношення:
{\displaystyle 92880^{2}-n=10233601=3199^{2}.}
Таким чином розклад на прості множники має вигляд {\displaystyle 8616460799=89681\cdot 96079}.
Втім, основна думка Джевонса — про складність розкладання чисел на прості множники в порівнянні з їх перемноженням — справедлива, але тільки в тому випадку, коли мова про добуток чисел, що не настільки близькі одне до одного.